# نیکولای اسکورتسوف (شناگر)
نیکولای اسکورتسوف (به انگلیسی: Nikolay Skvortsov) (زادهٔ ۲۸ مارس ۱۹۸۴) شناگر اهل روسیه است.